# Munidopsis alaminos
Munidopsis alaminos är en kräftdjursart som beskrevs av L. H. Pequegnat och W. E. Pequegnat 1970. Munidopsis alaminos ingår i släktet Munidopsis och familjen trollhumrar. Inga underarter finns listade i Catalogue of Life.